# Bursera hollickii
Bursera hollickii är en tvåhjärtbladig växtart som först beskrevs av Nathaniel Lord Britton, och fick sitt nu gällande namn av Fawcett & Rendle. Bursera hollickii ingår i släktet Bursera och familjen Burseraceae. Inga underarter finns listade i Catalogue of Life.